# Bahía Primero de Mayo
Bahía Primero de Mayo (según Argentina), bahía Septiembre (según Chile) o bahía Fumarola es una bahía ubicada en el rincón sudoeste de puerto Foster, en el interior de la isla Decepción, islas Shetland del Sur, Antártida.

## Características
Se abre entra la punta Murature (o Wensley) y la punta Casco, teniendo unos 2 kilómetros de largo y 1,4 kilómetros de ancho. Tiene gran profundidad y fondo parejo. Las costas oeste y sur están formadas por una extensa playa uniforme, de arena gruesa de origen volcánico.

## Historia y toponimia
En Argentina, recibe el nombre del transporte ARA 1.º de Mayo que participó en la cuarta y quinta campaña antártica argentina, entre 1942 y 1943. El 8 de febrero de 1942, el buque al mando del capitán de fragata Alberto J. Oddera, fondeó en la isla Decepción para realizar la toma de posesión formal argentina del territorio continental antártico entre los 25° y 68° 34" oeste, mediante el depósito de un cilindro que contenía un acta, y el pintado de una bandera argentina sobre las paredes de la antigua estación ballenera.
En Chile recibe dos denominaciones. Bahía Septiembre hace referencia al mes de la independencia chilena. El segundo nombre, fue colocado durante la primera Expedición Antártica Chilena de 1947, al mando del comodoro capitán de navío Federico Guesalaga Toro.
En Reino Unido, tras un relevamiento del Falkland Islands Dependencies Survey en 1953-1954, y un relevamiento aerofotográfico realizado por Falkland Islands and Dependencies Aerial Survey Expedition (FIDASE), en 1956-1957, la bahía se denominó Fumarole Bay debido a que la fumarola más activa de la isla se encuentra allí.

## Instalaciones
El 25 de enero de 1948 la Armada Argentina instaló el Destacamento Naval Decepción (actual Base Decepción). Desde 1967, es una base temporal. En sus cercanías, Argentina administra la baliza 1.º de Mayo.
El 20 de diciembre de 1989 fue inaugurada la Base Antártica Gabriel de Castilla perteneciente a España, para uso en verano.

## Reclamaciones territoriales
Argentina incluye a la bahía en el departamento Antártida Argentina dentro de la provincia de Tierra del Fuego, Antártida e Islas del Atlántico Sur; para Chile forma parte de la comuna Antártica de la provincia Antártica Chilena dentro de la Región de Magallanes y de la Antártica Chilena; y para el Reino Unido integra el Territorio Antártico Británico. Las tres reclamaciones están sujetas a las disposiciones del Tratado Antártico.
Nomenclatura de los países reclamantes: 
- Argentina: bahía Primero de Mayo[13][14]
- Chile: bahía Septiembre[8]
- Reino Unido: Fumarole Bay[9]